# ام‌کی اولترا (فیلم)
اِم‌کِی اولترا (به انگلیسی: MK Ultra) فیلمی آمریکایی از سال ۲۰۲۲ در ژانر دلهره‌آور روان‌شناختی به نویسندگی و کارگردانیِ جوزف سورنتینو، افسر اطلاعاتیِ سابق است. این فیلم بر پایهٔ داستانی واقعی از برنامهٔ آزمایش انسانیِ سازمان اطلاعات مرکزی (اختصاری سیا) ملقب به «اِم‌کِی‌اولترا»، روان‌پزشکی به نام دکتر فورد استراوس را در دههٔ ۱۹۶۰ به تصویر می‌کشد که در حین یک آزمایش دولتی، درگیرِ توطئه‌ای شامل استفاده از داروهای شستشوی مغزی و روان‌گردان می‌شود. این فیلم در ۷ اکتبر ۲۰۲۲ به صورت سینمایی و در قالب ویدئو به‌درخواست منتشر شد.

## طرح داستان
در اوایل دههٔ ۱۹۶۰ و در طول پروژهٔ مخفی و غیرقانونیِ سیا با نام «اِم‌کِی‌اولترا»، روان‌پزشکی به نام دکتر فورد استراوس (انسون مونت) در تلاش برای آزمایشِ پزشکیِ ال‌اس‌دی است. یک مأمورِ سیا به نام گالوین مورگان (جیسون پاتریک) به دکتر استراوس پیشنهاد کار در بخشی از برنامهٔ آن‌ها در یک بیمارستان روان‌پزشکی در روستایی در میسیسیپی را می‌دهد، که به تدریج مرزهای اخلاقی و علمیِ او را به چالش می‌کشد. دکتر استراوس در حین انجامِ آزمایشات روی یک معتاد به مواد مخدر، یک آتش‌افروز، یک زن ترنس و یک حیوان‌کُش، شروع به زیر سؤال‌بردنِ اخلاقِ مأمور مورگان می‌کند، و متعاقباً درگیر توطئه‌ای غیرقابل درک می‌شود.

## بازیگران
- انسون مونت در نقش فورد استراوس
- جیمی ری نیومن در نقش رز استراوس
- جیسون پاتریک در نقش گالوین مورگان
- آلاون آبوتبول در نقش تاونسند
- جن ریچاردز در نقش لورا استنلی
- دیوید جنسن در نقش دکتر میلر
- وانتا والمزلی در نقش پرستار ایروین
- جرد بنکنز در نقش گونتر
- هریسون استون در نقش برایان مرسر
- مت نولان در نقش دوایر
- چارلز گرین در نقش کوین مرسر
- سوزان مک‌فیل در نقش پگی
- کاتن یانسی در نقش سناتور ماتیس
- بیل لاکت در نقش سناتور ماتیس
- رابرت آبردین در نقش «آلمانی»
- جیل رنر در نقش شلی
- جاش وایتز در نقش دالاس شپرد
- تد فورد در نقش نگهبان
- دالتون راسل در نقش یک بیمار روانی
- تونی کی در نقش دزموند
- گرگ دیز در نقش مأمور اف‌بی‌آی
- کامرون آبل در نقش کشیش جری شیلینگ

## تولید
این فیلم که در ابتدا با عنوان اوجِ نیمه‌شب (انگلیسی: Midnight Climax) معرفی شد، سومین فیلم بلند به کارگردانی جوزف سورنتینو است. سورنتینو که قبلاً در زمینهٔ عملیات اطلاعاتی فعالیت داشته‌است، فیلمنامهٔ فیلم را بر اساس داستانی واقعی دربارهٔ پروژهٔ مخفی و غیرقانونیِ «اِم‌کِی‌اولترا» که توسط سیا در دهه ۱۹۶۰ انجام شد، نوشته‌است.
اِل‌بی اِنترتینمنت تهیه‌کنندگیِ این فیلم را با تام روکر و سیگورجون سیگواتسون به عنوان تهیه‌کنندگانِ اجرایی، انجام داده‌است.

## انتشار
تریلر رسمی در ۳۱ اوت ۲۰۲۲ منتشر شد. این فیلم به صورت سینمایی و همچنین در قالب ویدئو به‌درخواست در ۷ اکتبر در ایالات متحده، توسط سینه‌دایم و در سراسر جهان توسط بلایبرگ اِنترتینمنت توزیع شد.